# الوسلاه
الوسلاه (به آلمانی: Alveslohe) یک شهر در آلمان است که در شلسویگ-هولشتاین واقع شده‌است.

## خصوصیات
الوسلاه ۲۱٫۵۶ کیلومترمربع مساحت دارد ۲۸ متر بالاتر از سطح دریا واقع شده‌است.